# Mauricio Rumboll
Mauricio A. E. Rumboll  fue un naturalista de campo y ornitólogo argentino.
Eximio y brillante naturalista que en 1974, describió para la ciencia una nueva especie de Macá, Podiceps gallardoi Rumboll 1974.
Se desempeñó como naturalista de campo del Museo Argentino de Ciencias Naturales Bernardino Rivadavia, de la ciudad de Buenos Aires, Argentina.
Fue Director del Centro de Instrucción de Guardaparques Bernabé Mendes, en Isla Victoria, Provincia de Río Negro, Argentina. 
Su principal actividad es la formación de recursos humanos dedicados a la Conservación de la Naturaleza.
Trabajó en la Administración de Parques Nacionales, de Argentina.

## Abreviatura (zoología)
La abreviatura Rumboll  se emplea para indicar a Mauricio Rumboll como autoridad en la descripción y taxonomía en zoología.

## Sus obras
- Birds of southern South America and Antarctica. De la Peña, Rumboll. Ed. Collins Illustrates Checklist, 1998. ISBN 0002200775
- Catálogo de los vertebrados de la Pcia. de Misiones. Juan Carlos Chebez y Mauricio Rumboll. Lola Ediciones
- Los Parques Nacionales de la Argentina y sus otras áreas protegidas, Francisco Erize, Marcelo Canevari, Pablo Canevari, Gustavo Costa y Mauricio Rumboll.
- Las cuatro estaciones de la Patagonia. Fotografías: Jasmine Rossi; Textos: Mauricio Rumboll; Ed. Lariviere.
- Guía de huellas, rastros y señales de los mamíferos de los Parques Nacionales. Editorial APN. ISBN: 9789871363193